# L'Intouchable
L'Intouchable è un film del 2006 diretto da Benoît Jacquot.